# Doumely-Bégny
Doumely-Bégny település Franciaországban, Ardennes megyében. Lakosainak száma 78 fő (2022. január 1.). Doumely-Bégny Chappes, Chaumont-Porcien, Draize, Givron és Justine-Herbigny községekkel határos.

## Népesség
A település népességének változása:
| Lakosok száma | 138  | 78   | 77   | 94   | 87   | 82   | 76   | 73   | 73   | 78   |
|               | 1968 | 1982 | 1990 | 2006 | 2013 | 2015 | 2017 | 2019 | 2020 | 2022 |